# Ekaterina Vandaryeva
Ekaterina Vandaryeva (Staryya Darohi, 20 de enero de 1991) es una kickboxer bielorrusa que actualmente compite en la categoría de peso paja de ONE Championship. Ekaterina ostenta una victoria sobre la campeona de UFC Joanna Jędrzejczyk, en la que se convirtió en campeona de WKN en 2011.

## Carrera de Kickboxing y Muay Thai
Antes de comenzar en el Muay Thai, Ekaterina Vandaryeva se involucró en el voleibol, atletismo y en la defensa personal. Se graduó en la escuela de coreografía.
Ekaterina Vandaryeva comenzó en el kIckboxing a los 16 años de edad, en 2007, con el club de Minsk club "Kick Fighter Gym". Vandaryeva quería entrar a la Academia de Policías, pero eligió la Universidad Estatal de Cultura Física de Bielorrusia (con especialidad en gestión turística); de la cual se graduó en 2013
Los primeros entrenadores de Vandaryeva fueron los campeones mundiales y europeos Andrei Kulebin y Andrei Kotsur. La primera pelea profesional de Vandaryeva fue en Chipre contra una griega. Se convirtió en Campeona Mundial por primera vez en Tailandia en 2009, un año después de comenzar en el kickboxing.
Vandaryeva fue premiada por el Rey de Tailandia en su palacio en su cumpleaños, contando con la presencia de varios miembros de la familia real.

### ONE Championship
Vandaryeva firmó con ONE Championship e hizo su debut en la promoción contra Janet Todd en ONE Championship: Century el octubre de 2019. Perdió la pelea por nocaut en el segundo asalto.
Hizo su segunda aparición en la promoción contra Jackie Buntan en ONE on TNT 4 el 28 de abril de 2021. Perdió la pelea por decisión mayoritaria.
Vandaryeva enfrentó a Supergirl JaroonsakMuayThai en ONE: Heavy Hitters el 14 de enero de 2022. Perdió la pelea por una muy controvertida decisión dividida, pero ganó el bono de Actuación de la Noche.
La revancha entre Vandaryeva y Anna "Supergirl" Jaroonsak fue programada apra el 14 de enero de 2023, en ONE Fight Night 6. Durante el pesaje, Vandaryeva pesó 125.5 libras, 0.5 libras sobre el límite de peso paja. Se esperaba que la pelea continuara en peso pactado con Vandaryeva siendo multada con el 20% de su bolsa, que iría a su oponente Jaroonsak. Sin embargo, Jaroonsak terminó enfrentando a Stamp Fairtex en una pelea de kickboxing de peso paja y la pelea fue cancelada
Vandaryeva enfrentó a Iman Barlow el 24 de marzo de 2023, en ONE Fight Night 8. Perdió la pelea por decisión unánime.
Vandaryeva enfrentó a Martyna Kierczyńska el 8 de marzo de 2024, en ONE Fight Night 20. Ganó la pelea por decisión unánime.

## Vida personal
Vandaryeva tiene dos hijos.

## Campeonatos y logros

### Kickboxing
- World Kickboxing Network
  - Campeonato Mundial de WKN (2010, 2011)[17]

### Muay Thai
- ONE Championship
  - Actuación de la Noche (Una vez)
- IFMA World Championships
  - Oro (2009, 2010)[18]
  - Plata (2010)
- IFMA European Championships
  - Campeonato Europeo de IFMA (2009, 2012)[5]
- Campeonato Amateur de Muay Thai de Bielorrusia

## Récord en Muay Thai y Kickboxing
| Récord en Muay Thai y Kickboxing       | Récord en Muay Thai y Kickboxing | Récord en Muay Thai y Kickboxing | Récord en Muay Thai y Kickboxing    | Récord en Muay Thai y Kickboxing | Récord en Muay Thai y Kickboxing   | Récord en Muay Thai y Kickboxing | Récord en Muay Thai y Kickboxing |
| -------------------------------------- | -------------------------------- | -------------------------------- | ----------------------------------- | -------------------------------- | ---------------------------------- | -------------------------------- | -------------------------------- |
| 58 Victorias, 11 Derrotas, 1 Empate    |                                  |                                  |                                     |                                  |                                    |                                  |                                  |
| Fecha                                  | Resultado                        | Oponente                         | Evento                              | Localización                     | Método                             | Ronda                            | Tiempo                           |
| 08-03-2024                             | Victoria                         | Martyna Kierczyńska              | ONE Fight Night 20                  | Bangkok, Tailandia               | Decisión (Unánime)                 | 3                                | 3:00                             |
| 24-03-2023                             | Derrota                          | Iman Barlow                      | ONE Fight Night 8                   | Kallang, Singapur                | Decisión (Unánime)                 | 3                                | 3:00                             |
| 14-01-2022                             | Derrota                          | Anna Supergirl Jaroonsak         | ONE: Heavy Hitters                  | Kallang, Singapur                | Decisión (Dividida)                | 3                                | 3:00                             |
| 28-04-2021                             | Derrota                          | Jackie Buntan                    | ONE on TNT 4                        | Kallang, Singapur                | Decisión (Mayoritaria)             | 3                                | 3:00                             |
| 13-10-2019                             | Derrota                          | Janet Todd                       | ONE Championship: Century           | Tokio, Japón                     | KO (Patada a la Cabeza)            | 2                                | 2:20                             |
| 01-05-2019                             | Empate                           | Zeng Xiaoting                    | MAS Fight Ling Shan Grand Prix      | Sichuan, China                   | Empate                             | 1                                | 9:00                             |
| 11-09-2016                             | Victoria                         | Ren Kailin                       | Kunlun Fight 52                     | Nankín, China                    | Decisión (Unánime) en Asalto Extra | 4                                | 3:00                             |
| 10-07-2016                             | Victoria                         | Zeng Xiaoting                    | Kunlun Fight 47                     | Nankín, China                    | TKO                                | 3                                | 3:00                             |
| 21-02-2016                             | Victoria                         | Laurene De Oliveira              | Kunlun Fight 38                     | Nankín, China                    | Decisión (Mayoritaria)             | 3                                | 3:00                             |
| 09-12-2013                             | Victoria                         | Nuansian                         | Diamond Fight - Russia vs the World | Moscú, Rusia                     | TKO                                | 3                                | 3:00                             |
| 16-03-2013                             | Derrota                          | Alena Hola                       | W5 Fight Night                      | Bratislava, Eslovaquia           | Decisión (Unánime)                 | 3                                | 3:00                             |
| 05-03-2013                             | Derrota                          | Wang Kehan                       | C3: King of Fighters                | Xichang, China                   | TKO                                | 1                                | 3:00                             |
| 02-02-2013                             | Victoria                         | Ji Won Lee                       | K-1 Korea MAX 2013                  | Seúl, Corea del Sur              | Decisión (Unánime) en Asalto Extra | 3                                | 3:00                             |
| 23-12-2012                             | Victoria                         | Neslihan Mollaoglu               | W5 fighter 10                       | Moscú, Rusia                     | Decisión (Mayoritaria)             | 3                                | 3:00                             |
| 10-11-2012                             | Victoria                         | Michaela Zboncakova              | W5 fighter 7                        | Moscú, Rusia                     | Decisión (Unánime)                 | 3                                | 3:00                             |
| 26-11-2011                             | Victoria                         | Joanna Jędrzejczyk               | Big-8 WKN World Grand Prix          | Minsk, Bielorrusia               | Decisión (Mayoritaria)             | 5                                | 3:00                             |
| Ganó el título mundial vacante de WKN. |                                  |                                  |                                     |                                  |                                    |                                  |                                  |
| 28-05-2011                             | Derrota                          | Seyda Aygun Daygun               | WKN Turkey                          | Estambul, Turquía                | TKO                                | 1                                | 3:00                             |